# Славенка
Сла́венка (каз. Славен) — село у складі Карабалицького району Костанайської області Казахстану. Входить до складу Кособинського округу.
Населення — 368 осіб (2021; 595 у 2009, 823 у 1999, 1287 у 1989).

## Географія
Поруч із селом на північний схід розташоване озеро Карагайли, що пересихає, в 7 км на північний схід від села розташоване озеро Сазанбай, що пересихає, в 11 км на північний схід — озеро Каракопа, що пересихає.